# Adler & Sullivan
Adler & Sullivan fue una firma de arquitectura fundada por Dankmar Adler y Louis Sullivan. Es conocida por sus obras de estilo Escuela de Chicago, entre las que destacan el Auditorium Building en Chicago y el Wainwright Building en San Luis.  De las 256 obras que realizaron, se conservan 30.

## Historia e importancia
En 1883, Louis Sullivan se incorporó al estudio de arquitectura de Adler, creando la sociedad Adler & Sullivan.
En los años 1880 y 1890 la altura creciente de los edificios ganaban cada vez más altura. Aunque muchos arquitectos sencillamente replicaron las características tradicionales, Adler & Sullivan tuvieron un nuevo enfoque.
Por ejemplo, para la estructura de los primeros rascacielos, con una basa, una sección media o fuste y techo o cornisa bien definidos. Esto se puede notar en Wainwright Building o en el Guaranty Building en Búfalo, Nueva York.
A su vez Sullivan estuvo influenciado por los escritos de Henry David Thoreau y Walt Whitman. También por sus observaciones de los elementos y los procesos de las semillas, que relacionó con la expresión de un edificio.
Su obra más importante fue el Auditorium Building, construido en Chicago en 1889 por cuenta de su gigantesca escala, su ambicioso programa, acústica, visibilidad, innovaciones y la integración de funciones del teatro. De las 256 obras que realizaron, se conservan 30 
Otro edificio notable es la Bolsa de Valores de Chicago de 1894, con una fachada ondulada, decoración de la superficie y claridad de estructura.

## Obras seleccionadas
- Auditorium Building, Chicago, Illinois 1889
- Pueblo Opera House, Pueblo, Colorado, 1890
- Tumba de Carrie Eliza Getty, cementerio de Graceland, Chicago, 1890
- Garrick Theater, Chicago, 1891
- Wainwright Building, San Luis, Misuri, 1891
- St. Nicholas Hotel, San Luis, Misuri, 1893
- Prudential (Guaranty) Building, Búfalo, Nueva York, 1894
- Edificio de la Bolsa de Valores de Chicago, Chicago, 1894